# Schacht (Vereinigung)

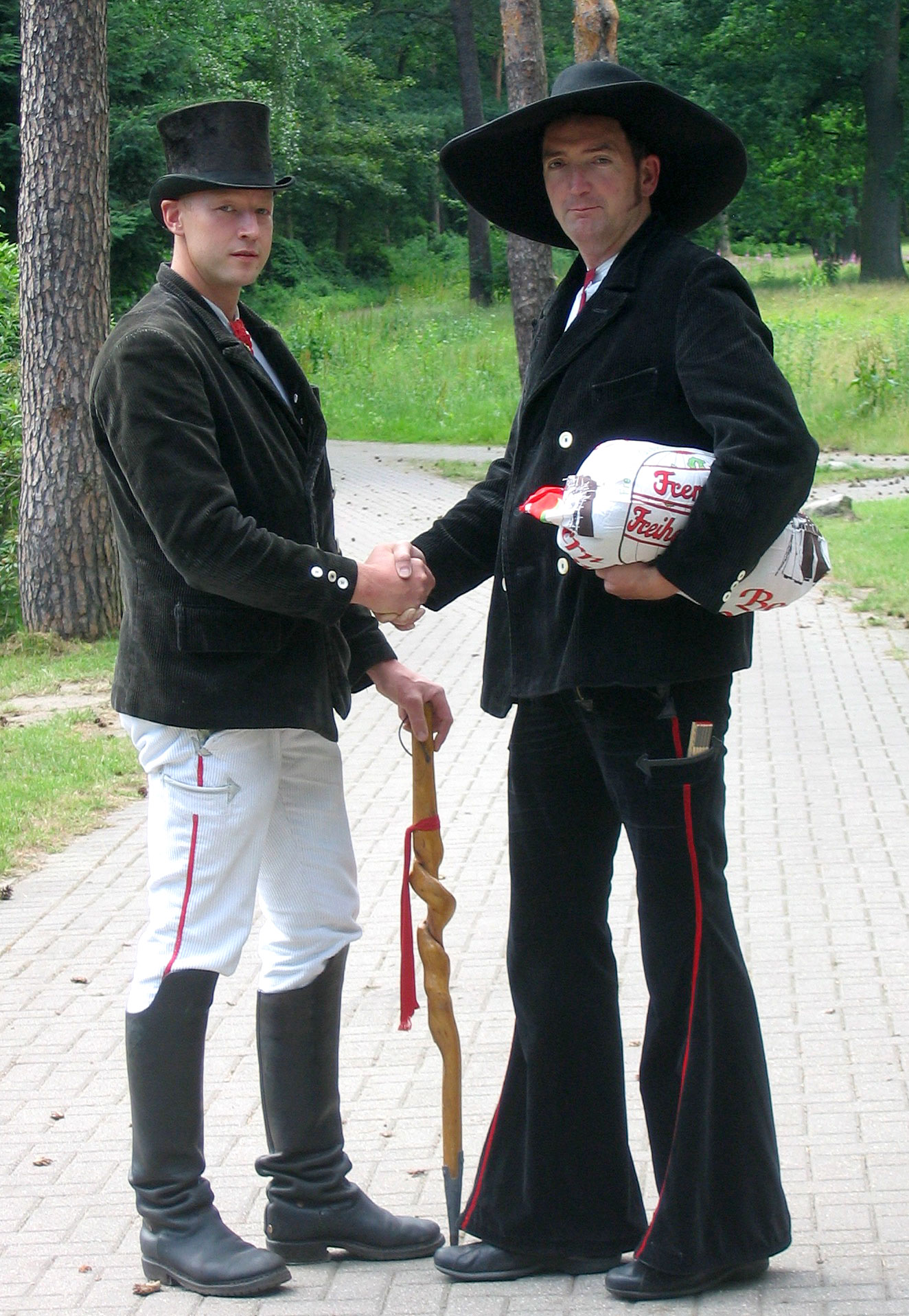
Zwei Fremde Freiheitsbrüder

Ein Schacht ist eine Vereinigung (Gesellenbruderschaft) von Handwerkern (überwiegend Bauhandwerker), die auf Wanderschaft sind oder waren. Diese Handwerkervereinigungen haben meist keine rechtliche Form, bestehen aber teilweise schon seit mehreren Jahrhunderten und haben einen vergleichbare Struktur wie etwa Studentenverbindungen.

## Entstehung der Schächte
Anfang bis Mitte des 19. Jahrhunderts gaben die Unternehmen die Arbeiten auf Großbaustellen im Berg-, Straßen-, Wege- und vorwiegend im Eisenbahnbau an Kolonnen weiter. Man nannte sie Schachten und sie wurden von sogenannten Schachtmeistern geführt. Durch die Mitarbeit von Angehörigen der damals noch einzigen Gesellenorganisation der Rechtschaffenen Fremden fand diese Bezeichnung Einzug in das Vokabular der fremden und einheimischen Gesellen. Diese gebrauchten diese Bezeichnung dann für alle möglichen losen Gruppierungen. So gibt es bei den rechtschaffenen Gesellen Fotodokumente aus der Mitte/Ende des 19. Jahrhunderts, die sogenannte Sponschächte darstellen, z. B. Skatschächte, Modellbauschächte, Schallerschächte, Pfeifenrauchschächte usw. Diese Sponschächte stellten sich bisweilen verballhornende Ausweispapiere aus, welche die regulären Ausweisdokumente, die sogenannten Zettel, auf spaßhafte und lächerlichmachende Art imitierten.
Dieses ursprünglich scherzhafte Treiben der als Bohmkantige Schächte bezeichneten Gruppierungen wurde mit Einzug von ernsthafteren Themen, wie dem gemeinsamen Abhalten des Rituals von Zimmerern und Maurern, von den Rechtschaffenen Gesellen verboten und bekämpft. Dies führte zur Abspaltung und der Entstehung neuer eigenständiger Gesellenorganisationen.

## Geschichte der Schächte
Die ältesten Gesellschaften sind die Gesellschaft der rechtschaffenen fremden Maurer und Steinhauer und die Rechtschaffenen fremden Zimmerer und Schieferdecker. Gesellschaften sind Gesellenvereinigungen aber keine Schächte. Einige ihrer Utensilien, wie Fahnen, Willkomm (rituelles Trinkgefäß) und Laden, belegen, dass es diese Vereinigungen schon seit dem 17. Jahrhundert gibt.
Doch sind diese damaligen Gesellenvereinigungen nur bedingt mit den heutigen Schächten gleichzusetzen, da sie früher ein fester Bestandteil der gesellschaftlichen Ordnung waren und heute nur noch eine exotische Randgruppe sind.
Seit sich das Handwerk im Mittelalter in Zünften organisierte, hatten diese in den Städten das Monopol auf die Ausführung des jeweiligen Gewerkes. Dabei wurden die Zünfte zu Beginn der „Neuzeit“ immer mehr ein Instrument zum Erhalt der Macht und Besitzstände einer Meisterkaste. Die Gesellenvereinigungen stellten zu dieser den Gegenpol dar. Zahlreiche Berichte von erbitterten Arbeitskämpfen jener Zeit künden davon. Allerdings vollzog sich ein Arbeitskampf damals nicht durch Streiks, sondern dadurch, dass die Gesellenvereinigungen die entsprechende Zunft einer ganzen Stadt „schwarz machten“. Das bedeutete, dass alle Gesellen des jeweiligen Gewerkes die Stadt verlassen mussten. Gesellen, die dagegen verstießen, bekamen ihre Rechtschaffenheit aberkannt und wurden aus der Gemeinschaft der Gesellen verstoßen.
Mit Beginn der Industrialisierung und dem Ende des Zunftzwangs endete die Notwendigkeit einer umfassenden Solidarität, und die Gesellenvereinigungen der meisten Gewerke zerfielen.
Von der Maurervereinigung, die neben ihrem zünftigen Ursprung auch Wurzeln in den gotischen Bauhütten hat, spalteten sich gegen Ende des 19. Jahrhunderts die Rolandsbrüder ab. Damit bildeten sie den ersten Schacht. Kurz danach gründeten sich die Fremden Freiheitsbrüder und schließlich die Freien Vogtländer. In diesen traditionellen Schächten reisen nur Bauhandwerker männlichen Geschlechts.
In den 1980er Jahren gründeten sich Axt und Kelle und der Freie Begegnungsschacht. Sie nehmen auch Frauen auf. In beiden Schächten reisen nicht nur Bauhandwerker, sondern auch all jene Berufe, die schon vor dem 20. Jahrhundert von Tradition her auf der Walz waren.
Sie alle haben es sich zur Aufgabe gemacht, Fremdgeschriebene auf ihrer Wanderschaft zu unterstützen und gleichzeitig ihr Erscheinungsbild und zünftiges Verhalten in der Fremde zu überwachen.
Zurzeit ist jedoch die stärkste Gruppe der Wandergesellen die der Freireisenden. Diese Handwerker gehen auf Wanderschaft, ohne sich einem der genannten Schächte anzuschließen.

## Strukturen der Schächte
Die Struktur der Schächte ist recht unterschiedlich. Die ältesten traditionellen Schächte haben teilweise jahrhundertealte Gebräuche und Rituale. Aber bei allen findet man noch den Brauch, auf dem Handwerkssaal Entscheidungen zu fällen und Streitigkeiten zu regeln.
In vielen Städten, vor allem in Deutschland und der Schweiz, aber auch in der restlichen Welt, gibt es Herbergen oder Gesellschaften als Anlaufpunkte. Dort treffen sich in regelmäßigen Abständen die einheimischen Schachtmitglieder der Umgebung und die fremden, die sich momentan dort aufhalten und in Arbeit stehen, um in geselliger Runde Erfahrungen und Erinnerungen auszutauschen. Bei den alten Schächten werden dabei auch Riten und Gebräuche gepflegt. Manche dieser Schächte sind Mitglied in der Vereinigung europäischer Gesellenzünfte.
Da mittlerweile etliche Einheimische in anderen Ländern der Welt sesshaft geworden sind, gibt es auch, beispielsweise in Amerika, Australien, Neuseeland und anderen Ländern, Anlaufadressen und Herbergen.